# Entypoma suspiciosum
Entypoma suspiciosum là một loài tò vò trong họ Ichneumonidae.